# Marilyn Martinez
Marilyn Martinez (9 de febrero de 1955 – 3 de noviembre de 2007) fue una cómico de stand up y actriz estadounidense. Fue una artista habitual en la The Comedy Store de Hollywood.
Martinez era de origen mexicano. Apareció en numerosos especiales de televisión como 1st Amendment Stand Up; Hot Tamales Live: Spicy, Hot and Hilarious; y The Latin Divas of Comedy. Entre sus trabajso destacan My Wife and Kids y la película Pauly Shore Is Dead.
Martinez murió el 3 de noviembre de 2007. Se le había diagnosticado de un cáncer de colon nueve meses antes.